# Ochrus duplicatus
Ochrus duplicatus là một loài bọ cánh cứng trong họ Cerambycidae.